# Lijst van Belgische adelsverheffingen 2013
Personen die in 2013 in de Belgische adel werden opgenomen of een adellijke titel verkregen.

## Graaf
- Katalin, Mátyás, Mihály, Ferentz, Zita, Kristóf en László Almásy de Zsádany et Törökszentmiklós, erkenning in de Belgische erfelijke adel met de titel graaf  overdraagbaar op de mannelijke afstammelingen.
- Baron Bernard de Traux de Wardin: de titel graaf (of gravin), overdraagbaar op zijn afstammelingen. Hij is sinds de oprichting (1993) voorzitter van de Stichting Koningin Paola.

## Baron
- jonkheer Pierre-Olivier Beckers-Vieujant (1960- ), persoonlijke titel, baron
- Roger Coekelbergs, hoogleraar, erfelijke adel en de persoonlijke titel baron.
- Désiré Collen, hoogleraar, erfelijke adel en de persoonlijke titel baron.
- Baron Baudouin Meyers, uitbreiding van de titel baron of barones op zijn kinderen, met verdere overdracht langs de mannelijke afstammelingen.
- Jonkheer Paul Meyers, de titel baron of barones op zijn kinderen, met verdere overdracht langs de mannelijke afstammelingen.
- Baron Alain Philippson, uitbreiding van de titel baron of barones op al zijn afstammelingen, met verdere overdracht langs de mannelijke afstammelingen.
- Graaf Jean-Charles Ullens de Schooten Whettnall, de titel baron of barones op al zijn afstammelingen, met verdere overdracht via de mannelijke afstammelingen.
- Baron Guy Ullens de Schooten Whettnall, uitbreiding van zijn titel tot al zijn afstammelingen, met verdere overdracht langs de mannelijke afstammelingen.

## Barones
- Jonkvrouw Marie-Sybille della Faille de Leverghem, weduwe van jonkheer Dominique Le Hodey, de persoonlijke titel barones.
- Jonkvrouwen Anne, Sabine en Marie-Chantal Meyers, de persoonlijke titel barones.
- Isabelle, Astrid-Julie, Marie-Christine, Astrid-Marguerite, Sophie en Désirée Ullens de Schooten Whettnall, de persoonlijke titel barones.

## Ridder
- Guy de Cordes, erfelijke adel en de persoonlijke titel ridder.
- Christian Delloye, erfelijke adel en de persoonlijke titel ridder.
- Raf De Rycke, erfelijke adel en de persoonlijke titel ridder.
- Geert Gijs, erfelijke adel en de persoonlijke titel ridder.

## Volgens KB in 2013 (in 2013-2015 alle adelsbrieven gelicht)

### Graaf
- Jonkheer Reynald Moretus Plantin de Bouchout: vergunning de titel van graaf te dragen, bij leven van zijn broer Jean (adelsbrief van 4 april 2014).
- Jonkheren Thibaut en Gaëtan de Briey: de titel van graaf, met overdraagbaarheid op al hun nakomelingen (adelsbrief van 8 mei 2014).

### Gravin
- Jonkvrouw Anne-Claire de Briey, de persoonlijke titel van gravin (adelsbrief van 8 mei 2014).

### Baron
- François Englert, erfelijke adel met de persoonlijke titel baron. Nobelprijs voor natuurkunde (2013), doctor in de fysica, emeritus hoogleraar van de Université libre de Bruxelles, is samen met Robert Brout en Peter Higgs de geestelijke vader van het zgn. higgsboson of BEH (Brout-Englert-Higgs)-boson, dat aan de basis ligt van de constructie van de indrukwekkende deeltjesversneller van de CERN (Centre européen pour la Recherche nucléaire) (adelsbrief van 24 oktober 2014).
- Jean Eylenbosch. Vicevoorzitter "Public Affairs" en lid van het Directiecomité van de Belgisch-Luxemburgse divisie van Coca-Cola Enterprises, is bestuurder van Special Olympics Belgium (adelsbrief van 23 augustus 2014).
- François Ost. Hij is jurist, filosoof en schrijver, hoogleraar aan de Facultés universitaires Saint-Louis, stichter en codirecteur van CEDRE (Centre d'étude du Droit de l'Environnement) (adelsbrief van 11 september 2014).
- Rudi Thomaes. Hij was secretaris-generaal en gedelegeerd bestuurder van Alcatel Bell en van 2004 tot 2012 gedelegeerd bestuurder van het Verbond van Belgische Ondernemingen. Later aangesteld tot voorzitter van de Raad van Bestuur van de Beheersmaatschappij Antwerpen Mobiel (BAM) (adelsbrief van 17 september 2014).
- Jean-Louis Vincent. Doctor in de geneeskunde, gewoon hoogleraar aan de Université libre de Bruxelles en diensthoofd Intensieve Zorgen van het Universitair academisch Ziekenhuis Erasmus, stichtend lid van de European Society of Intensive Care Medicine en de European Shock Society en secretaris-generaal van de World Federation of Societies of Intensive and Critical Care Medicine, in 2010 laureaat van de Vijfjaarlijkse wetenschappelijke Prijs Joseph Maisin van het Fonds voor Wetenschappelijk Onderzoek (adelsbrief van 11 maart 2015).
- Jonkheer Thierry Muûls: de persoonlijke titel van baron. Hij is ereambassadeur en onder meer op post als ambassadeur in Madrid en bij de H.Stoel (adelsbrief van 7 november 2014).
- Jonkheer Dominique Struye de Swielande: de persoonlijke titel van baron. Hij is ereambassadeur en was op post onder meer als permanent vertegenwoordiger bij de NAVO en als ambassadeur in Berlijn, Washington en Kinshasa (adelsbrief van 17 september 2014).
- Baron Guy de Bassompierre: uitbreiding van de baronstitel op zijn kinderen en, voor wat de mannen betreft, op al hun afstammelingen (adelsbrief van 14 november 2014).
- Baron Jean-Louis van den Branden - Jourda de Vaux: uitbreiding van zijn baronstitel op al zijn nakomelingen (adelsbrief van 27 mei 2014).
- Jonkheer Henri Desclée de Maredsous: de titel van baron, overdraagbaar bij eerstgeboorte (adelsbrief van 19 maart 2015).
- Jonkheer Etienne Pirmez: vergunning de titel van baron te dragen, bij leven van zijn broer Maurice (adelsbrief van 22 november 2013).

### Barones
- Michèle Coninsx. Zij vertegenwoordigt België als magistrate in Eurojust en sinds april 2012 is ze voorzitter van dit Europees agentschap voor gerechtelijke samenwerking in strafzaken, met zetel in Den Haag (adelsbrief van 17 september 2014).
- Christine Van Den Wyngaert. Zij is buitengewoon hoogleraar strafrecht en strafprocesrecht aan de Universiteit Antwerpen, was permanent rechter in het Joegoslavië-tribunaal in Den Haag alvorens in 2009 verkozen te worden tot permanent rechter in het Internationaal Strafhof in Den Haag (adelsbrief van 30 september 2014).

### Ridder
- Guy Keutgen. Jurist, erebestuurder-secretaris-generaal van het Verbond van Belgische Ondernemingen, erevoorzitter van CEPANI (het Belgisch Centrum voor Arbitrage en Mediatie), emeritus buitengewoon hoogleraar van de Université Catholique de Louvain en voorzitter van de Permanente Arbitragekamer van het Centrum voor Arbitrage inzake Seksueel Misbruik (adelsbrief van 3 november 2014).
- Jacques Keutgen. Pediater, directeur-generaal en medisch directeur van het Hospitaal van de H. Familie in Bethlehem (Palestina) van 2002 tot 2013 (adelsbrief van 25 september 2014).
- Jean-Jacques Schul. Eredirecteur-generaal van de Europese Investeringsbank (Luxemburg), thans voorzitter van IDAY (International Day of the African Child and Youth) en van Fund Message of Yaguine & Fodé (adelsbrief van 8 januari 2015).
- Ridder Guillaume Hufkens: uitbreiding van zijn titel van ridder tot zijn zonen François en Frédéric (adelsbrief van 16 oktober 2015).

### Jonkheer
- De kinderen en nakomelingen van Jean (1910-1998), Didier (1911-2002) en Armand (1885-1955) de Pierpont, opname in de erfelijke adel (adelsbrief van 11 juni 2015).